# Aree protette del Nuovo Galles del Sud
Le aree protette del Nuovo Galles del Sud includono sia aree protette terrestri che marine.
Il 30 giugno 2007 si contavano 776 aree protette terrestri per un totale di 66.412,56 km², pari all'8,29% della superficie dello Stato.
178 di queste aree protette sono parchi nazionali, per un totale di 49.758,69 km².

## Aree protette terrestri

### Parchi nazionali
I parchi nazionali sono gestiti dal National Parks and Wildlife Service, un'agenzia del Department of Environment and Climate Change del Nuovo Galles del Sud.

#### Nuovo Galles del Sud Centrale
- Parco nazionale Abercrombie River
- Parco nazionale Belford
- Parco nazionale Cataract
- Parco nazionale Cocoparra
- Parco nazionale Conimbla
- Parco nazionale Coolah Tops
- Parco nazionale Garrawilla
- Parco nazionale Goobang
- Parco nazionale Goulburn River
- Parco nazionale Kalyarr
- Parco nazionale Mount Kaputar
- Parco nazionale Nangar
- Parco nazionale Oolambeyan
- Parco nazionale Timbarra
- Parco nazionale Turon
- Parco nazionale Warrumbungle
- Parco nazionale Weddin Mountains

#### Hunter Valley e Mid North Coast
- Parco nazionale Bago Bluff
- Parco nazionale Barakee
- Parco nazionale Barrington Tops
- Parco nazionale Bellinger River
- Parco nazionale Ben Halls Gap
- Parco nazionale Bindarri
- Parco nazionale Biriwal Bulga
- Parco nazionale Bongil Bongil
- Parco nazionale Booti Booti
- Parco nazionale Cascade
- Parco nazionale Coorabakh
- Parco nazionale Crowdy Bay
- Parco nazionale Dooragan
- Parco nazionale Dorrigo
- Parco nazionale Dunggir
- Parco nazionale Ghin-Doo-Ee
- Parco nazionale Hat Head
- Parco nazionale Junuy Juluum
- Parco nazionale Kumbatine
- Parco nazionale Maria
- Parco nazionale Middle Brother
- Parco nazionale Mount Royal
- Parco nazionale Myall Lakes
- Parco nazionale Nymboi-Binderay
- Parco nazionale Saltwater
- Parco nazionale Tapin Tops
- Parco nazionale Tomaree
- Parco nazionale Towarri
- Parco nazionale Ulidarra
- Parco nazionale Wallarah
- Parco nazionale Wallingat
- Parco nazionale Watagans
- Parco nazionale Willi Willi
- Parco nazionale Woko
- Parco nazionale Yarriabini

#### New England
- Parco nazionale Bald Rock
- Parco nazionale Barool
- Parco nazionale Basket Swamp
- Parco nazionale Boonoo Boonoo
- Parco nazionale Butterleaf
- Parco nazionale Capoompeta
- Parco nazionale Carrai
- Parco nazionale Cathedral Rock
- Parco nazionale Chaelundi
- Parco nazionale Cottan-Bimbang
- Parco nazionale Cunnawarra
- Parco nazionale Gibraltar Range
- Parco nazionale Guy Fawkes River
- Parco nazionale Indwarra
- Parco nazionale Kings Plains
- Parco nazionale Kwiambal
- Parco nazionale Mummel Gulf
- Parco nazionale New England
- Parco nazionale Nowendoc
- Parco nazionale Nymboida
- Parco nazionale Oxley Wild Rivers
- Parco nazionale Single
- Parco nazionale Warra
- Parco nazionale Warrabah
- Parco nazionale Washpool
- Parco nazionale Werrikimbe

#### Territorio del Nord
- Parco nazionale Arakwal
- Parco nazionale Border Ranges
- Parco nazionale Broadwater
- Parco nazionale Bundjalung
- Parco nazionale Bungawalbin
- Parco nazionale Fortis Creek
- Parco nazionale Goonengerry
- Parco nazionale Koreelah
- Parco nazionale Mallanganee
- Parco nazionale Maryland
- Parco nazionale Mebbin
- Parco nazionale Mooball
- Parco nazionale Mount Clunie
- Parco nazionale Mount Jerusalem
- Parco nazionale Mount Nothofagus
- Parco nazionale Mount Pikapene
- Parco nazionale Mount Warning
- Parco nazionale Nightcap
- Parco nazionale Ramornie
- Parco nazionale Richmond Range
- Parco nazionale Tooloom
- Parco nazionale Toonumbar
- Parco nazionale Wollumbin
- Parco nazionale Yabbra
- Parco nazionale Yuraygir

#### Outback
- Parco nazionale di Culgoa
- Parco nazionale Gundabooka
- Parco nazionale Kinchega
- Parco nazionale Mallee Cliffs
- Parco nazionale Mungo
- Parco nazionale Mutawintji
- Parco nazionale Paroo-Darling
- Parco nazionale Sturt
- Parco nazionale Willandra
- Parco nazionale Yanga

#### South Coast e Highlands
- Parco nazionale di Bangadilly
- Parco nazionale di Ben Boyd
- Parco nazionale di Benambra
- Parco nazionale di Biamanga
- Parco nazionale di Bimberamala
- Parco nazionale di Bournda
- Parco nazionale di Brindabella
- Parco nazionale di Budawang
- Parco nazionale di Budderoo
- Parco nazionale di Bugong
- Parco nazionale di Clyde River
- Parco nazionale di Conjola
- Parco nazionale di Deua
- Parco nazionale di Eurobodalla
- Parco nazionale di Gourock
- Parco nazionale di Gulaga
- Parco nazionale di Jerrawangala
- Parco nazionale di Jervis Bay
- Parco nazionale di Kooraban
- Parco nazionale di Kosciuszko
- Parco nazionale di Livingstone
- Parco nazionale di Macquarie Pass
- Parco nazionale di Meroo
- Parco nazionale di Mimosa Rocks
- Parco nazionale di Minjary
- Parco nazionale di Monga
- Parco nazionale di Morton
- Parco nazionale di Mount Imlay
- Parco nazionale di Murramarang
- Parco nazionale di Seven Mile Beach
- Parco nazionale di South East Forest
- Parco nazionale di Tallaganda
- Parco nazionale di Tarlo River
- Parco nazionale di Wadbilliga
- Parco nazionale di Woomargama
- Parco nazionale di Yanununbeyan

#### Sydney e Sobborghi
- Parco nazionale delle Blue Mountains
- Parco nazionale Botany Bay
- Parco nazionale Bouddi
- Parco nazionale Brisbane Water
- Parco nazionale Cattai
- Parco nazionale Dharug
- Parco nazionale Gardens of Stone
- Parco nazionale Garigal
- Parco nazionale Georges River
- Parco nazionale Heathcote
- Parco nazionale Kanangra-Boyd
- Parco nazionale Ku-Ring-Gai Chase
- Parco nazionale Lane Cove
- Parco nazionale Marramarra
- Parco nazionale Nattai
- Parco nazionale Popran
- Parco nazionale Royal
- Parco nazionale Scheyville
- Parco nazionale Sydney Harbour
- Parco nazionale Thirlmere Lakes
- Parco nazionale Werakata
- Parco nazionale Wollemi
- Parco nazionale Wyrrabalong
- Parco nazionale Yellomundee Regional Park
- Parco nazionale Yengo

### Riserve naturali
Le riserve naturali sono gestite dal National Parks and Wildlife Service, un'agenzia del Department of Environment and Climate Change del Nuovo Galles del Sud.

#### Nuovo Galles del Sud Centrale
- Riserva naturale Arakoola
- Riserva naturale Avisford
- Riserva naturale Barton
- Riserva naturale Binnaway
- Riserva naturale Boomi
- Riserva naturale Boomi West
- Riserva naturale Boronga
- Riserva naturale Brigalow Park
- Riserva naturale Budelah
- Riserva naturale Careunga
- Riserva naturale Coolbaggie
- Riserva naturale Copperhannia
- Riserva naturale Dapper
- Riserva naturale Donnybrook
- Riserva naturale Dural
- Riserva naturale Eugowra
- Riserva naturale Freemantle
- Riserva naturale Gamilaroi
- Riserva naturale Girralang
- Riserva naturale Kemps Creek
- Riserva naturale Kirramingly
- Riserva naturale Koorawatha
- Riserva naturale Kuma
- Riserva naturale Macquarie Marshes
- Riserva naturale Midkin
- Riserva naturale Munghorn Gap
- Riserva naturale Narran Lake
- Riserva naturale Pilliga
- Riserva naturale Planchonella
- Riserva naturale The Rock
- Riserva naturale Tollingo
- Riserva naturale Turallo
- Riserva naturale Wambool
- Riserva naturale Weetalibah
- Riserva naturale Winburndale
- Riserva naturale Woggoon
- Riserva naturale Wongarbon
- Riserva naturale Yaegl
- Riserva naturale Yarringully

#### Hunter Valley e Mid North Coast
- Riserva naturale Awabakal
- Riserva naturale Baalijin
- Riserva naturale Back River
- Riserva naturale Bagul Waajaarr
- Riserva naturale Bandicoot Island
- Riserva naturale Bird Island
- Riserva naturale Bollanolla
- Riserva naturale Boonanghi
- Riserva naturale Boondelbah
- Riserva naturale Boorganna
- Riserva naturale Bowraville
- Riserva naturale Bretti
- Riserva naturale Brimbin
- Riserva naturale Bugan
- Riserva naturale Burning Mountain
- Riserva naturale Bushy Island
- Riserva naturale Camels Hump
- Riserva naturale Camerons Gorge
- Riserva naturale Cedar Brush
- Riserva naturale Coocumbac Island
- Riserva naturale Coolongolook
- Riserva naturale Cooperabung Creek
- Riserva naturale Coramba
- Riserva naturale Corrie Island
- Riserva naturale Coxcomb
- Riserva naturale Darawank
- Riserva naturale Fifes Knob
- Riserva naturale Fishermans Bend
- Riserva naturale Gads Sugarloaf
- Riserva naturale Ganay
- Riserva naturale Garby
- Riserva naturale Goonook
- Riserva naturale Hexham Swamp
- Riserva naturale Jaaningga
- Riserva naturale Jagun
- Riserva naturale Jasper
- Riserva naturale John Gould
- Riserva naturale Juugawaarri
- Riserva naturale Karuah
- Riserva naturale Kattang
- Riserva naturale Khappinghat
- Riserva naturale Khatambuhl
- Riserva naturale Killabakh
- Riserva naturale Killarney
- Riserva naturale Kooragang
- Riserva naturale Koorebang
- Riserva naturale Kororo
- Riserva naturale Lake Innes
- Riserva naturale Limeburners Creek
- Riserva naturale Little Broughton Island
- Riserva naturale Macquarie
- Riserva naturale Mernot
- Riserva naturale Mills Island
- Riserva naturale Moffats Swamp
- Riserva naturale Monkerai
- Riserva naturale Monkeycot
- Riserva naturale Moon Island
- Riserva naturale Moonee Beach
- Riserva naturale Mount Seaview
- Riserva naturale Muttonbird Island
- Riserva naturale Ngambaa
- Riserva naturale North Rock
- Riserva naturale One Tree Island
- Riserva naturale Pambalong
- Riserva naturale Pee Dee
- Riserva naturale Pulbah Island
- Riserva naturale Queens Lake
- Riserva naturale Rawdon Creek
- Riserva naturale Regatta Island
- Riserva naturale Running Creek
- Riserva naturale Sea Acres
- Riserva naturale Seaham Swamp
- Riserva naturale Seal Rocks
- Riserva naturale Skillion
- Riserva naturale Snapper Island
- Riserva naturale Stormpetrel
- Riserva naturale Talawahl
- Riserva naturale The Castles
- Riserva naturale The Glen
- Riserva naturale Tilligerry
- Riserva naturale Tingira Heights
- Riserva naturale Tomalla
- Riserva naturale Towibakh
- Riserva naturale Valla
- Riserva naturale Wallabadah
- Riserva naturale Wallamba
- Riserva naturale Wallaroo
- Riserva naturale Wallis Island
- Riserva naturale Weelah
- Riserva naturale Willi Willi Caves
- Riserva naturale Wingen Maid
- Riserva naturale Wingham Brush
- Riserva naturale Worimi
- Riserva naturale Yahoo Island
- Riserva naturale Yarravel
- Riserva naturale Yessabah

#### New England
- Riserva naturale Aberbaldie
- Riserva naturale Bluff River
- Riserva naturale Bolivia Hill
- Riserva naturale Booroolong
- Riserva naturale Burnt-Down Scrub
- Riserva naturale Deer Vale
- Riserva naturale Demon
- Riserva naturale Duval
- Riserva naturale Georges Creek
- Riserva naturale Gibraltar
- Riserva naturale Guy Fawkes River
- Riserva naturale Imbota
- Riserva naturale Ironbark
- Riserva naturale Jobs Mountain
- Riserva naturale Linton
- Riserva naturale Little Llangothlin
- Riserva naturale Mann River
- Riserva naturale Melville Range
- Riserva naturale Mother Of Ducks Lagoon
- Riserva naturale Mount Hyland
- Riserva naturale Mount Mackenzie
- Riserva naturale Mount Yarrowyck
- Riserva naturale Muldiva
- Riserva naturale Ngulin
- Riserva naturale Serpentine
- Riserva naturale Severn River
- Riserva naturale Stony Batter Creek
- Riserva naturale The Basin
- Riserva naturale Tuggolo Creek
- Riserva naturale Watsons Creek
- Riserva naturale Yina

#### Territorio del Nord
- Riserva naturale Andrew Johnston Big Scrub
- Riserva naturale Ballina
- Riserva naturale Banyabba
- Riserva naturale Billinudgel
- Riserva naturale Boatharbour
- Riserva naturale Broken Head
- Riserva naturale Brunswick Heads
- Riserva naturale Bungabbee
- Riserva naturale Bungawalbin
- Riserva naturale Byrnes Scrub
- Riserva naturale Captains Creek
- Riserva naturale Chambigne
- Riserva naturale Chapmans Peak
- Riserva naturale Clarence Estuary
- Riserva naturale Cook Island
- Riserva naturale Couchy Creek
- Riserva naturale Cudgen
- Riserva naturale Cumbebin Swamp
- Riserva naturale Davis Scrub
- Riserva naturale Flaggy Creek
- Riserva naturale Hattons Bluff
- Riserva naturale Hayters Hill
- Riserva naturale Hogarth Range
- Riserva naturale Hortons Creek
- Riserva naturale Iluka
- Riserva naturale Inner Pocket
- Riserva naturale Julian Rocks
- Riserva naturale Koukandowie
- Riserva naturale Limpinwood
- Riserva naturale Little Pimlico Island
- Riserva naturale Marshalls Creek
- Riserva naturale Moore Park
- Riserva naturale Mororo Creek
- Riserva naturale Mount Neville
- Riserva naturale Mount Nullum
- Riserva naturale Muckleewee Mountain
- Riserva naturale Munro Island
- Riserva naturale North-West Solitary Island
- Riserva naturale North Obelisk
- Riserva naturale North Solitary Island
- Riserva naturale Numinbah
- Riserva naturale Richmond River
- Riserva naturale Sherwood
- Riserva naturale Snows Gully
- Riserva naturale South West Solitary Island
- Riserva naturale Split Solitary Island
- Riserva naturale Stotts Island
- Riserva naturale Susan Island
- Riserva naturale Tabbimoble Swamp
- Riserva naturale Tallawudjah
- Riserva naturale Tuckean
- Riserva naturale Tucki Tucki
- Riserva naturale Tweed Estuary
- Riserva naturale Tyagarah
- Riserva naturale Ukerebagh
- Riserva naturale Uralba
- Riserva naturale Victoria Park
- Riserva naturale Waragai Creek
- Riserva naturale Wilson
- Riserva naturale Woodford Island
- Riserva naturale Wooyung

#### Outback
- Riserva naturale Big Bush
- Riserva naturale Boginderra Hills
- Riserva naturale Buddigower
- Riserva naturale Cocopara
- Riserva naturale Goonawarra
- Riserva naturale Gubbata
- Riserva naturale Ingalba
- Riserva naturale Jerilderie Nature Reseve
- Riserva naturale Kajuligah
- Riserva naturale Kemendok
- Riserva naturale Lake Urana
- Riserva naturale Langtree
- Riserva naturale Ledknapper
- Riserva naturale Loughnan
- Riserva naturale Morrisons Lake
- Riserva naturale Mutawintji
- Riserva naturale Narrandera
- Riserva naturale Nearie Lake
- Riserva naturale Nocoleche
- Riserva naturale Nombinnie
- Riserva naturale Pucawan
- Riserva naturale Pulletop
- Riserva naturale Quanda
- Riserva naturale Round Hill
- Riserva naturale Tarawi
- Riserva naturale The Charcoal Tank
- Riserva naturale Yanga
- Riserva naturale Yathong

#### South Coast e Highlands
- Riserva naturale Araluen
- Riserva naturale Badja Swamps
- Riserva naturale Bamarang
- Riserva naturale Barren Grounds
- Riserva naturale Barrengarry
- Riserva naturale Bees Nest
- Riserva naturale Bell Bird Creek
- Riserva naturale Belowla Island
- Riserva naturale Bermaguee
- Riserva naturale Bimberi
- Riserva naturale Binjura
- Riserva naturale Black Andrew
- Riserva naturale Black Ash
- Riserva naturale Bobundara
- Riserva naturale Bogandyera
- Riserva naturale Bondi Gulf
- Riserva naturale Bournda
- Riserva naturale Broulee Island
- Riserva naturale Brundee Swamp
- Riserva naturale Brush Island
- Riserva naturale Burnt School
- Riserva naturale Burra Creek
- Riserva naturale Burrinjuck
- Riserva naturale Cambewarra Range
- Riserva naturale Cecil Hoskins
- Riserva naturale Clarkes Hill
- Riserva naturale Comerong Island
- Riserva naturale Coolumbooka
- Riserva naturale Coornartha
- Riserva naturale Courabyra
- Riserva naturale Cullendulla Creek
- Riserva naturale Cuumbeun
- Riserva naturale Dananbilla
- Riserva naturale Dangelong
- Riserva naturale Devils Glen
- Riserva naturale Downfall
- Riserva naturale Eagles Claw
- Riserva naturale Egan Peaks
- Riserva naturale Ellerslie
- Riserva naturale Five Islands
- Riserva naturale Flagstaff Memorial
- Riserva naturale Good Good
- Riserva naturale Goorooyarroo
- Riserva naturale Gungewalla
- Riserva naturale Hattons Corner
- Riserva naturale Illawong
- Riserva naturale Illunie
- Riserva naturale Ironmungy
- Riserva naturale Jerralong
- Riserva naturale Jingellic
- Riserva naturale Joadja
- Riserva naturale Kangaroo River
- Riserva naturale Kybeyan
- Riserva naturale Meringo
- Riserva naturale Merriangaah
- Riserva naturale Montague Island
- Riserva naturale Mount Clifford
- Riserva naturale Mount Dowling
- Riserva naturale Mudjarn
- Riserva naturale Mullengandra
- Riserva naturale Mundoonen
- Riserva naturale Myalla
- Riserva naturale Nadgee
- Riserva naturale Nadgigomar
- Riserva naturale Narrawallee Creek
- Riserva naturale Nest Hill
- Riserva naturale Ngadang
- Riserva naturale Nimmo
- Riserva naturale Numeralla
- Riserva naturale Oak Creek
- Riserva naturale Parma Creek
- Riserva naturale Paupong
- Riserva naturale Queanbeyan
- Riserva naturale Quidong
- Riserva naturale Razorback
- Riserva naturale Robertson
- Riserva naturale Rodway
- Riserva naturale Saltwater Swamp
- Riserva naturale Scabby Range
- Riserva naturale Scott
- Riserva naturale Stony Creek
- Riserva naturale Strike-a-Light
- Riserva naturale Tabletop
- Riserva naturale Tapitallee
- Riserva naturale Tinderry
- Riserva naturale Tollgate Islands
- Riserva naturale Triplarina
- Riserva naturale Ulandra
- Riserva naturale Undoo
- Riserva naturale Wadjan
- Riserva naturale Wanna Wanna
- Riserva naturale Wee Jasper
- Riserva naturale Wiesners Swamp
- Riserva naturale Wogamia
- Riserva naturale Wollondilly River
- Riserva naturale Woollamia
- Riserva naturale Worrigee
- Riserva naturale Wullwye
- Riserva naturale Yanununbeyan
- Riserva naturale Yaouk
- Riserva naturale Yatteyattah

#### Sydney Sobborghi di Sidney
- Riserva naturale Agnes Banks
- Riserva naturale Berkeley
- Riserva naturale Castlereagh
- Riserva naturale Cockle Bay
- Riserva naturale Dalrymple-Hay
- Riserva naturale Dharawal
- Riserva naturale Evans Crown
- Riserva naturale Gulguer
- Riserva naturale Lion Island
- Riserva naturale Long Island
- Riserva naturale Manobalai
- Riserva naturale Mulgoa
- Riserva naturale Muogamarra
- Riserva naturale Newington
- Riserva naturale Pelican Island
- Riserva naturale Pitt Town
- Riserva naturale Rileys Island
- Riserva naturale Spectacle Island
- Riserva naturale Towra Point
- Riserva naturale Wallumatta
- Riserva naturale Wamberal Lagoon
- Riserva naturale Wambina
- Riserva naturale Windsor Downs

### Zone di Conservazione Statali
Zone di Conservazione Statali, formalmente indicate come State Recreation Areas, sono gestite dal Department of Environment and Climate Change.

#### Nuovo Galles del Sud Centrale
- Avondale State Conservation Area
- Banyabba State Conservation Area
- Berlang State Conservation Area
- Bindarri State Conservation Area
- Bundjalung State Conservation Area
- Carrai State Conservation Area
- Cascade State Conservation Area
- Chaelundi State Conservation Area
- Chatsworth Hill State Conservation Area
- Coneac State Conservation Area
- Corymbia State Conservation Area
- Cottan-Bimbang State Conservation Area
- Curracabundi State Conservation Area
- Currys Gap State Conservation Area
- Frogs Hole State Conservation Area
- Gurranang State Conservation Area
- Guy Fawkes River State Conservation Area
- Jackywalbin State Conservation Area
- Karuah State Conservation Area
- Kooyong State Conservation Area
- Kumbatine State Conservation Area
- Kybeyan State Conservation Area
- Laurence Road State Conservation Area
- Livingstone State Conservation Area
- Macanally State Conservation Area
- Majors Creek State Conservation Area
- Medowie State Conservation Area
- Mount Canobolas State Conservation Area
- Mullion Range State Conservation Area
- Mummel Gulf State Conservation Area
- Nymboi-Binderai State Conservation Area
- Nymboida State Conservation Area
- Oxley Wild Rivers State Conservation Area
- Polblue State Conservation Area
- Talawahl State Conservation Area
- Tallaganda State Conservation Area
- The Cells State Conservation Area
- Toonumbar State Conservation Area
- Washpool State Conservation Area
- Wereboldera State Conservation Area
- Wombat Creek State Conservation Area
- Yarringully State Conservation Area
- Yurammie State Conservation Area
- Yuraygir State Conservation Area

#### Hunter e Mid North Coast
- Arakoon State Conservation Area
- Barrington Tops State Conservation Area
- Black Bulga State Conservation Area
- Copeland Tops State Conservation Area
- Glenrock State Conservation Area
- Gumbaynggirr State Conservation Area
- Queens Lake State Conservation Area

#### New England
- Butterleaf State Conservation Area
- Mount Hyland State Conservation Area
- Torrington State Conservation Area

#### Northern Rivers
- Cape Byron State Conservation Area
- Whian Whian State Conservation Area
- Wollumbin State Conservation Area

#### Outback NSW
- Gundabooka State Conservation Area
- Nombinnie State Conservation Area
- Paroo-Darling State Conservation Area

#### South Coast & Highlands
- Bargo State Conservation Area
- Bargo River State Conservation Area
- Barnunj State Conservation Area
- Berlang State Conservation Area
- Brindabella State Conservation Area
- Bungonia State Conservation Area
- Colymea State Conservation Area
- Corramy State Conservation Area
- Illawarra Escarpment State Conservation Area
- Macquarie Pass State Conservation Area
- Majors Creek State Conservation Area
- Monga State Conservation Area
- Morton State Conservation Area
- Tumbalong State Conservation Area
- Yanununbeyan State Conservation Area

#### Sydney & Surrounds
- Bents Basin State Conservation Area
- Burragorang State Conservation Area
- Dharawal State Conservation Area
- Garawarra State Conservation Area
- Georges River State Conservation Area
- Jilliby State Conservation Area
- Lake Macquarie State Conservation Area
- Munmorah State Conservation Area
- Nattai State Conservation Area
- Parr State Conservation Area
- Yerranderie State Conservation Area

### Parchi regionali
I parchi regionali sono gestiti dal Department of Environment and Climate Change.

#### Hunter e Mid North Coast
- Parco regionale Coffs Coast

#### South Coast e Highlands
- Parco regionale Bomaderry Creek

#### Sydney e sobborghi
- Parco regionale Berowra Valley
- Parco regionale Leacock
- Parco regionale Parramatta River
- Parco regionale Penrith Lakes
- Parco regionale Rouse Hill
- Parco regionale Western Sydney
- Parco regionale William Howe
- Parco regionale Wolli Creek
- Parco regionale Yellomundee

### Zone degli aborigeni
Aboriginal Areas are managed by local Aboriginal communities and the Department of Environment and Climate Change.

#### Hunter e Mid North Coast
- Nambucca Aboriginal Area
- Nunguu Mirral Aboriginal Area

#### New England
- Stonewoman Aboriginal Area

#### Territorio del Nord
- Lennox Head Aboriginal Area

#### Outback
- Pindera Downs Aboriginal Area

#### South Coast & Highlands
- Murramarang Aboriginal Area

#### Sydney e sobborghi
- Appletree Aboriginal Area
- Finchley Aboriginal Area
- Howe Aboriginal Area
- Mooney Mooney Aboriginal Area
- Mount Kuring-gai Aboriginal Area

### Siti archeologici
Un certo numero di siti archeologici sono gestiti dal Department of Environment and Climate Change, altri sono in gestione al New South Wales Historic Houses Trust.

#### Nuovo Galles del Sud Centrale
- Sito archeologico Hill End
- Sito archeologico Innes Ruins
- Sito archeologico Koonadan
- Sito archeologico Maynggu Ganai
- Sito archeologico Yuranighs Aboriginal Grave

#### Hunter e Mid North Coast
- Sito archeologico Clybucca

#### Northern Rivers
- Sito archeologico Tweed Heads

#### Outback
- Sito archeologico Mount Grenfell
- Sito archeologico Mutawintji

#### South Coast & Highlands
- Sito archeologico Davidson Whaling Station
- Sito archeologico Throsby Park

#### Sydney & Surrounds
- Sito archeologico Cadmans Cottage
- Sito archeologico Hartley
- Sito archeologico Maroota
- Sito archeologico Wisemans Ferry
- Sito archeologico Bantry Bay, New South Wales

### Parchi statali
Parchi statali sono gestiti dal New South Wales Department of Lands.
- Parco statale Belmont
- Parco statale Coffs Coast
- Parco statale Burrinjuck Waters
- Parco statale Copeton Waters
- Parco statale Goolawah
- Parco statale Grabine Lakeside
- Parco statale Killalea
- Parco statale Lake Burrendong
- Parco statale Lake Glenbawn
- Parco statale Lake Keepit
- Parco statale Wyangala Waters

### Zone carsiche protette
Quattro zone carsiche protette sono gestite dal Jenolan Caves Reserve Trust.
- Abercrombie Caves
- Borenore Caves
- Jenolan Caves
- Wombeyan Caves

## Aree protette marine

### Parchi acquatici
I parchi acquatici sono gestiti dalla New South Wales Marine Parks Authority.
- Cape Byron Marine Park
- Jervis Bay Marine Park
- Parco marino dell'isola di Lord Howe
- Solitary Islands Marine Park

### Riserve marine
Le riserve marine sono gestite dal New South Wales Department of Primary Industries.
- Riserva marina Cook Island, Tweed Heads
- Riserva marina Fly Point-Halifax Park, Port Stephens
- Riserva marina Barrenjoey Head, Hawkesbury River
- Riserva marina Narrabeen Head
- Riserva marina Long Reef
- Riserva marina Cabbage Tree Bay, Manly
- Riserva marina North Harbour, Sydney
- Riserva marina Bronte-Coogee
- Riserva marina Cape Banks, La Perouse
- Riserva marina Boat Harbour, Kurnell
- Riserva marina Towra Point, Botany Bay
- Riserva marina Shiprock, Port Hacking
- Riserva marina Bushrangers Bay, Shell Harbour